# Distretto di Acoria
Il distretto di Acoria è uno dei diciannove distretti della provincia di Huancavelica, in Perù. Si trova nella regione di Huancavelica e si estende su una superficie di 535,10 chilometri quadrati.